# رد پاهای دایناسور زرند
ردپاهای دایناسور زرند اشاره به ۲ اثر فسیلی یافت‌شده در محدودهٔ شهرستان زرند در استان کرمان دارد. یکی از آن‌ها تخته‌سنگ روستای باب هوتک است که حدود ۱۹۰ میلیون سال قدمت دارد و جای پای ۱۴ تا ۱۵ دایناسور بر روی آن دیده می‌شود. و دیگری بخشی از ردپای یک دایناسور است که حدود ۱۸۰ میلیون سال پیش در عصر ژوراسیک می‌زیسته و محل آن در روستای ده علیرضا است.

## آثار اولیه
از گذشته، استان کرمان با توجه به شناسایی آثار فسیلی متعلق به دوره‌های مختلف، به نام «بهشت فسیل‌شناسی کشور» شناخته می‌شود.
حدود ۴۰ سال پیش، گروهی از باستان‌شناسان ایرانی و برزیلی موفق به کشف اسکلت یک دایناسور شدند که در همان زمان به موزهٔ تاریخ طبیعی پاریس انتقال یافت.
در سال‌های اخیر، فسیل‌های بسیاری شامل فسیل جانوران هم‌عصر با دایناسورها، تخم دایناسورها، تنهٔ درخت از دوران ژوراسیک، فسیل کامل یک ماهی از دوران کامبرین، هزاران فسیل بی‌مهرگان و سخت‌پوستان و گیاهان در این استان کشف شده‌است که بیشتر آن‌ها در موزهٔ تاریخ طبیعی کرمان نگهداری می‌شود. همچنین رد پای جانوران مختلف بر روی رسوبات دوران‌های گذشتهٔ زمین‌شناسی به ویژه دوران مزوزوئیک در مناطق مختلف استان دیده شده‌است.

## تخته‌سنگ روستای باب هوتک
این تخته‌سنگ به‌طور اتفاقی توسط فردی در دشت‌های اطراف روستای باب هوتک پیدا شده بود و از آن به عنوان دیوارهٔ حوض استفاده می‌شد. پس از آن‌که دهیار روستا این تخته‌سنگ را مشاهده کرد و به سازمان زمین‌شناسی اطلاع داد، کارشناسان ارزش علمی‌اش را تأیید و آن را به سازمان زمین‌شناسی کرمان منتقل کردند.
این تخته‌سنگ حدود ۱۹۰ میلیون سال قدمت دارد و جای پای ۱۴ تا ۱۵ دایناسور بر روی آن دیده می‌شود. ابعاد آن معادل ۵۰ سانتی‌متر در ۸۰ سانتی‌متر بوده و عرض آن نیز پنج سانتی‌متر است.
از نکات جالب این تخته‌سنگ برای زمین‌شناسان و دیرینه‌شناسان، کشف جای پای بچه‌دایناسورها، با توجه به تعداد کم این آثار در دنیا است. این فسیل شامل ردّ پای چند دایناسور کوچک به همراه یک رد پای بزرگ است که به نظر می‌رسد جای پای مادر آن‌ها است که دایناسوری گوشت‌خوار بوده و بین ۱۹۰ تا ۲۰۰ میلیون سال پیش در این منطقه، زندگی می‌کرده‌است.

## ردپای دایناسور در روستای ده علیرضا
در ادامهٔ عملیات پی‌جویی دایناسورها در اواخر تابستان ۱۳۸۱، تیم مشترک ایران و برزیل در «درهٌ نیزار»، واقع در روستای «ده علیرضا» در شمال زرند کرمان، موفق به شناسایی آثار اسکلتی دایناسورها شامل یک دندان دایناسور گوشت‌خوار تروپود و قطعاتی از استخوان‌های نامعین در روستاهای اطراف زرند شدند.
همچنین رد پای یک دایناسور گیاه‌خوار که به صورت مایل و بر روی یک دیوارهٔ شیب‌دار قرار گرفته‌است، در کاوش‌های اخیر کشف شد. بخشی از رد پای این دایناسور که حدود ۱۸۰ میلیون سال پیش در عصر ژوراسیک می‌زیسته، به دلیل بی‌توجهی از بین رفته‌است.
این کشف‌ها مشخص کرده‌اند که همزمان دایناسورهای گیاه‌خوار و گوشت‌خوار در ایران ساکن بوده‌اند.

## تخریب و نابودی آثار
بسیاری از این فسیل‌ها و رد پاها به حال خود رها شده و در معرض نابودی هستند. موزهٔ دیرینه‌شناسی کرمان نیز تعطیل شده و حتی مدیر این مجموعه از سرنوشت فسیل‌ها بی‌خبر است.
طی سال‌های گذشته به علت عدم حفاظت، دو انگشت رد پای دایناسور روستای ده علیرضا توسط برخی افراد تخریب شده‌است و احتمال آن وجود دارد که به زودی به‌طور کامل از بین برود. همچنین برخی از فسیل‌ها نیز به صورت غیرعلمی به استان‌های دیگر نظیر خراسان منتقل شده‌اند.
بعضی از مسؤولان و محققان، از تخریب قریب‌الوقوع بیش از صد هزار فسیل در کرمان به علت نگهداری در شرایط نامناسب خبر می‌دهند.